# 2-dehidro-3-dezoksi-D-glukonat 5-dehidrogenaza
2-dehidro-3-dezoksi--glukonat 5-dehidrogenaza (EC 1.1.1.127, 2-keto-3-dezoksiglukonat 5-dehidrogenaza, 2-keto-3-dezoksi--glukonat dehidrogenaza, 2-keto-3-dezoksiglukonat (nikotinamid adenin dinukleotid (fosfat)) dehidrogenaza, 2-keto-3-dezoksi--glukonat (3-dezoksi-D-glicero-2,5-heksodiulosonska kiselina) dehidrogenaza) je enzim sa sistematskim imenom 2-dehidro-3-dezoksi--glukonat:NAD+ 5-oksidoreduktaza. Ovaj enzim katalizuje sledeću hemijsku reakciju
2-dehidro-3-dezoksi--glukonat + NAD+ {\displaystyle \rightleftharpoons } (4S)-4,6-dihidroksi-2,5-dioksoheksanoat + NADH + H+
2-dehidro-3-dezoksi-D-glukonatna 5-dehidrogenaza iz Pseudomonas deluje jednako dobro na NAD+ or NADP+, dok su enzimi iz Erwinia chrysanthemi i Escherichia coli specifičniji za NAD+.

## Literatura
- Nicholas C. Price; Lewis Stevens (1999). Fundamentals of Enzymology: The Cell and Molecular Biology of Catalytic Proteins (Third изд.). USA: Oxford University Press. ISBN 019850229X.
- Eric J. Toone (2006). Advances in Enzymology and Related Areas of Molecular Biology, Protein Evolution (Volume 75 изд.). Wiley-Interscience. ISBN 0471205036.
- Branden C; Tooze J. Introduction to Protein Structure. New York, NY: Garland Publishing. ISBN 0-8153-2305-0.
- Irwin H. Segel. Enzyme Kinetics: Behavior and Analysis of Rapid Equilibrium and Steady-State Enzyme Systems (Book 44 изд.). Wiley Classics Library. ISBN 0471303097.

## Spoljašnje veze
- 2-dehydro-3-deoxy-D-gluconate+5-dehydrogenase на 